# Adrien-Maurice de Noailles

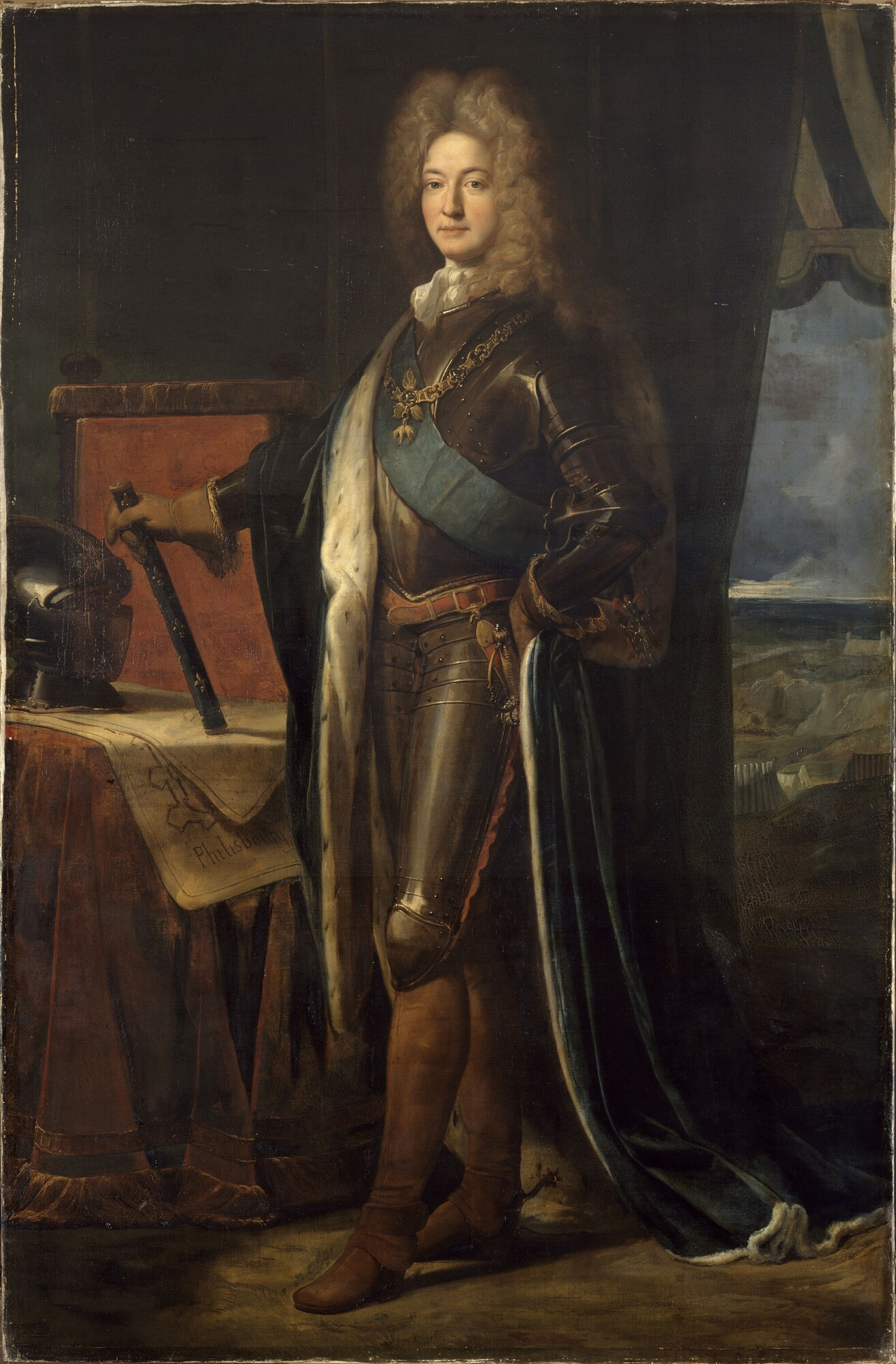
Adrien Maurice de Noailles, Porträt von Eloi Firmin Féron, 1834

Adrien Maurice de Noailles, (3.) Herzog von Noailles (* 29. September 1678 in Paris; † 24. Juni 1766 ebenda) war Marschall von Frankreich und stammte aus der alten französischen Adelsfamilie Noailles.

## Leben
Adrien Maurice war der älteste Sohn des Marschalls Anne Jules de Noailles, Herzog von Noailles. 1698 heiratete er Françoise Charlotte d’Aubigné, die Nichte der Madame de Maintenon, welche von ihrer Tante zur Hochzeit das Schloss Maintenon geschenkt bekam.
Er befehligte im Spanischen Erbfolgekrieg ein französisches Armeekorps in Spanien, eroberte 1710 Girona und wurde 1711 von Philipp V. zum spanischen Granden erhoben.
Während der Regentschaft des Herzogs von Orléans an die Spitze des zerrütteten Finanzwesens gestellt, griff er zu den gewaltsamen Maßregeln der alten Finanzmänner, musste als Gegner des Schotten John Law 1718 seine Stelle an Marc René d’Argenson abtreten und zog sich, durch Guillaume Dubois vom Hofe verdrängt, ins Privatleben zurück.
Erst 1733 im Polnischen Thronfolgekrieg erhielt er wieder ein Kommando am Rhein. Noailles eroberte die Ettlinger Linie, besetzte Worms und erhielt nach dem Tode des Marschalls Berwick vor Philippsburg den Oberbefehl nebst dem Marschallstab.
1735 vertrieb er an der Spitze der sardischen Truppen die Kaiserlichen aus Italien. Im österreichischen Erbfolgekrieg erlitt er in der Schlacht bei Dettingen am 27. Juni von der pragmatischen Armee eine Niederlage, vertauschte darauf sein Kommando mit einer Anstellung im Staatsrat und brachte die Leitung aller auswärtigen Verhältnisse in seine Hand.
1746 übernahm er eine Sendung an den spanischen Hof, den er wieder mit Frankreich aussöhnte. Seit 1755 zurückgezogen lebend, starb er am 24. Juni 1766.
Einen Auszug aus seinen Memoires gab Millot (Maastricht 1777) heraus; die Correspondance de Louis XV et du maréchal de Noailles veröffentlichte Rousset (Par. 1865, 2 Bände).
Sein ältester Sohn war der Marschall Louis de Noailles, sein jüngerer Sohn der Marschall Philippe de Noailles, Herzog von Mouchy. Philippe wurde zusammen mit seiner Frau am 27. Juni 1794 mittels der Guillotine hingerichtet, einen Monat vor dem Sturz Maximilien de Robespierres und dem Ende der Schreckensherrschaft (la Terreur).